# هدف ذاتي
هدف ذاتي أو هدف عكسي أو هدف في مرماه (بالإنجليزية: Own goal)‏ كما تترجمه بعض القَواميس إلى هدف خاطئ، حيثُ يحدث حين يسجل لاعب في مرمى فريقه لصالح الفريق الآخر. وفي العادة يكون غير مقصود، وقد يكون نتيجة محاولة دفاعية فاشلة. تعتبر الأهداف العكسية من أكثر اللحظات إحراجاً في الرياضة.